# Samuel P. Avery
Samuel P. Avery de son nom complet Samuel Putnam Avery (New York, 1822 – 1904) est un marchand d'art et connaisseur américain, en particulier sur l'estampe. Il a participé à la fondation du Metropolitan Museum of Art.
Il est connu pour son journal intime, Diaries of Samuel P. Avery.

## Biographie
Samuel Putnam Avery naît le 17 mars 1822 à New York, où il étudie la gravure sur bois et sur cuivre. Il est employé par de grandes maisons d'édition et commence à travailler comme marchand d'art en 1865.
En 1867, Avery est nommé commissaire responsable du département d'art américain de l'Exposition universelle de Paris. Il est l'un des fondateurs du Metropolitan Museum of Art, dont il est longtemps l'administrateur, et est membre à vie d'importantes associations scientifiques, artistiques et éducatives. Il fonde la bibliothèque architecturale Avery à l'université Columbia en mémoire de son fils Henry Ogden Avery (en), architecte réputé, mort en 1890. En 1900, il fait don de sa collection de 17 775 gravures et lithographies à la New York Public Library. Il était très lié au marchand d'estampe newyorkais Frederick Keppel.
Avery meurt chez lui à New York le 11 août 1904.
En 1912, l'Avery Hall est érigé sur le campus de Columbia à la mémoire du père et du fils. Son premier étage abrite la bibliothèque Avery, aujourd'hui classée comme la plus riche collection du pays d'ouvrages sur l'architecture et les arts connexes.

## Œuvre
- Mrs. Partington's carpet-bag of fun, avec 150 gravures sur bois, New York, Dick & Fitzgerald, 1854, 326 p. (lire en ligne)
- Cul-de-sac, Québec, vers 1850, Collection Musée national des beaux-arts du Québec[4]